# كلير بالمر
كلير بالمر (بالإنجليزية: Clare Palmer)‏ هي باحثة بريطانية، ولدت في 1967.

## وصلات خارجية
- الموقع الرسمي